# Кречуняк, Оксана Михайловна
Оксана Михайловна Кречуняк (укр. Оксана Михайлівна Кречуняк; род. 1981) — украинская спортсменка-паралимпиец; Мастер спорта международного класса (2001).

## Биография
Родилась 25 апреля 1981 года в селе Герасимовка Станично-Луганского района Ворошиловградской (ныне Луганской) области Украинской ССР.
Окончила Луганское областное профессионально-техническое училище-интернат (для людей с ограниченными физическими возможностями).
Член сборной команды Украины с 2000 года. Выступает за Луганский областной центр «Инваспорт» с этого же года. Её тренер — Римма Старостина.
Награждена орденом «За заслуги» 3-й степени (2004) и Почётной грамотой Кабинета Министров Украины (2004). В 2006 году ей была назначена стипендия Президента Украины как для выдающихся спортсменов по паралимпийским и дефлимпийским видам спорта и их тренерам.

## Спортивные достижения
- Чемпионка Паралимпийских игр в Афинах на дистанции 200 м, заняла 6-е место на Паралимпийских играх в Пекине на дистанциях 100 и 200 м.
- Призёрка чемпионатов мира: 2002 год (Франция) на дистанциях 100 м и 200 м; 2006 год (Нидерланды) на дистанции 200 м; 2007 год (Чехия) на дистанции 200 м и в эстафете 4 × 100 м; 2008 год (Великобритания) на дистанциях 100 и 200 м; 2011 год (Новая Зеландия) в эстафете 4 × 100 м.
- Серебряная призёрка чемпионата Европы 2003 года на дистанции 200 м.
- Чемпионка Всемирных игр инвалидов с последствиями ДЦП 2001 года (Великобритания) на дистанциях 100 и 200 м, а также в эстафете 4 × 100 м; 2005 года (США) на дистанциях 100 м и 200 м.